# Данься (геопарк)

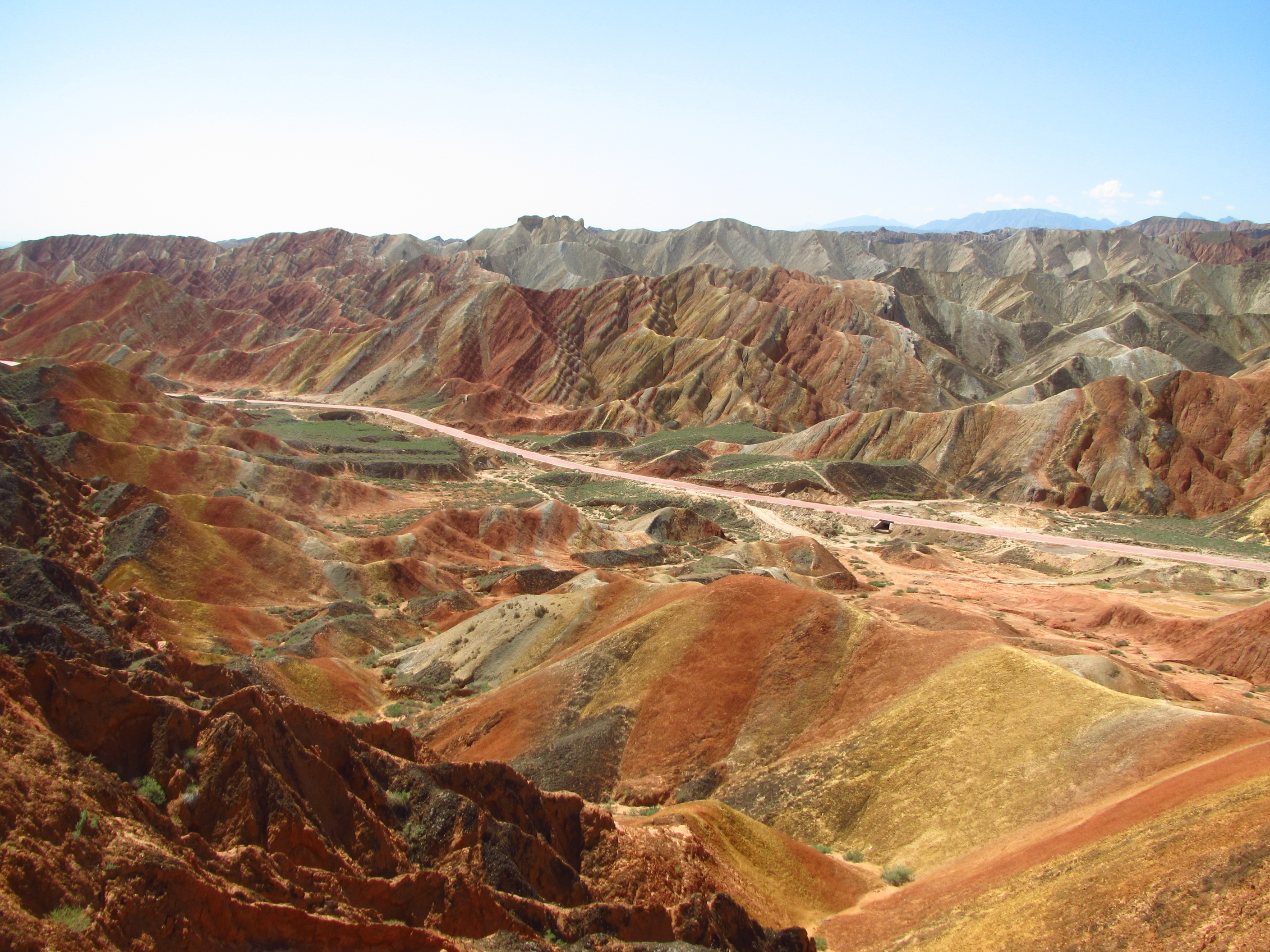
Різнобарвні гори національного парку

Національний геопарк Чжан'є Данься (кит.: 张掖 丹霞 国家 地质 公园) — геопарк Данься, розташований поблизу від міста Чжан'є в китайській північно-західній провінції Ганьсу. Парк займає площу в 510 км². Будучи раніше провінційним парком і відомим мальовничим районом, в листопаді 2011 року він отримав статус національного геопарка. Відомий своїми барвистими скелями, парк був визнаний китайськими ЗМІ одним з найкрасивіших ландшафтних утворень в Китаї .

## Місцезнаходження
Парк розташований в північних передгір'ях хребта Ціляньшань, в повітах Ліньцзе і Сунань, якими управляє адміністрація міського округу Чжан'е провінції Ганьсу. Головними населеними пунктами в Данься є селища Канле і Баїнь .
Центральна частина території парку, мальовничий район Ліньцзе Данься, розташований за 30 км на захід від центру міста Чжан'е і за 20 км на південь від центру повіту Ліньцзе. Це найбільш упорядкована і найбільш відвідувана частина парку . Інший мальовничий район, Бінгоу (冰 沟), розташований на північному березі річки Ліюань (梨园 河), був офіційно відкритий 3 серпня 2014 року . Бінгоу займає площу в 300 км², а висота тут становить від 1500 до 2500 м над рівнем моря . Третя область, мальовничий район Сунань Данься, розташована в Ганьцзюні, на південь від Ліньцзе.

## Пейзаж
Чжан'е Данься відомий своїми незвичайними кольорами скель, які є гладкими, гострими і досягають висоти кількох сотень метрів. Вони утворені відкладами пісковика і інших корисних копалин, які сформувалися тут протягом 24 мільйонів років. В результаті утворилася структура схожа на Листковий пиріг, яка виникла внаслідок руху тих же самих тектонічних плит, завдяки яким сформувалася частина Гімалаїв. Вітер, дощ і час створили тут незвичайні форми скель, в тому числі схожі на вежі, стовпи з ярами, різних кольорів, візерунків та розмірів .

## ЗМІ і туризм
У 2005 році Чжан'е Данься був визнаний колегією журналістів, які представляли 34 найбільших ЗМІ, одним з найкрасивіших рельєфів Данься в Китаї. У 2009 році китайська версія журналу National Geographic назвала Чжан'е Данься одним з «шести найкрасивіших ландшафтних утворень» в Китаї . Парк став головною туристичною визначною пам'яткою в околицях Чжан'е. Щоб відвідувачам було зручніше оглядати скельні утворення, було збудовано велику кількість дерев'яних настилів і під'їзних доріг. У 2014 році у вдосконалення інфраструктури в області Бінгоу було вкладено 100 мільярдів юанів .